# Leva livet (film)
Leva livet är en svensk film från 2001 i regi av Mikael Håfström. Den är baserad på novellen Februari av Hans Gunnarsson. 

## Handling
Filmen handlar om ett hyreshus där de boende försöker få ordning på sina liv. Det är intriger och bråk. En dag dyker en dammsugarförsäljare upp, som är bättre på att lyssna än att sälja. Försäljaren får genom sitt yrke ta del av en mängd livsöden som visar sig ha betydelse för hans eget liv. 

## Rollista
- Kjell Bergqvist	- Leif
- Carina M. Johansson - Lena
- Lia Boysen - Malin
- Staffan Kihlbom - Martin
- Fares Fares - Michel
- Josefin Peterson - Elin
- Christian Fiedler - Evert
- Ulla-Britt Norrman - Siv
- Anders Ahlbom Rosendahl - Rune
- Eva Fritjofson - Sonja
- Bojan Westin - Märta
- Eva Röse - Sara
- Yvan Auzely - Ove
- Fyr Thorvald Strömberg - pappan
- Jim R. Kjellgren - sonen
- Mattias Nilsson - helikopterpilot

## Utmärkelser
- Guldbaggegalan
  - "Bästa film" - Anna Anthony (nominering)
  - "Bästa regi" - Mikael Håfström (nominering)
  - "Bästa manus" - Hans Gunnarsson & Mikael Håfström (vinst)
  - "Bästa kvinnliga biroll" - Carina M. Johansson (vinst)
  - "Bästa manliga huvudroll" - Kjell Bergqvist (nominering)
  - "Bästa manliga biroll" - Anders Ahlbom (nominering)
  - "Bästa foto" - Peter Mokrosinski (nominering)